# Граве Олександр Костянтинович
Олександр Костянтинович Граве (8 вересня 1920, Москва — 5 березня 2010, там же) — радянський і російський актор театру і кіно, педагог. Народний артист РРФСР (1971).

## Біографія
Народився 8 вересня 1920 року в Москві. Брат Михайла Граве. 1942 року закінчив Театральне училище імені Бориса Щукіна, Курс Ганни Орочко, був прийнятий до складу трупи Театру імені Є. В. Вахтангова та зарахований до фронтової бригади театру. У складі бригади (пізніше набула статусу філії театру), прикріпленої до Першого Українського фронту, Олександр Граве пройшов усю війну, дійшовши до Берліна.
Олександр Граве завжди був затребуваний у Театрі імені Є. В. Вахтангова, вірність якому зберігав понад 65 років. Втілив на сценічних підмостках понад 150 образів, у тому числі й завдяки здатності швидко «ввестися» у спектаклі, що вже йдуть, у разі хвороби когось із колег.
Перша значуща роль кіно — рядовий Огірков у кінокомедії «Неспокійне господарство» — надовго забезпечила Граве любов глядачів, попри те, що надалі кінематограф не балував його головними ролями.
Наприкінці 1940-х роківОлександр Граве вперше звернувся до театральної педагогіки, але щільна зайнятість у репертуарі театру незабаром змусила його відмовитися від викладання. Граве знову повернувся до Театрального училища ім. Бориса Щукіна у 1986 році педагогом кафедри майстерності актора. Випустив два курси як художній керівник: у 1992 році — Комі-перм'ятську національну студію і в 2000-му — звичайний акторський курс (учні — Юрій Колокольников, Наталія Швець, Данило Бєлих, Любов Тихомирова, Кирило Іванченко та ін.). Був одним із провідних майстрів Щукинського інституту; професор (з 1998 року).
Високий рівень професійної культури, справжня інтелігентність, м'яка іронія та гумор дозволили Олександрові Граве не загубитися серед своїх «зоряних» і молодших колег — Юлії Борисової, Михайла Ульянова, Володимира Етуша, Юрія Яковлєва, Василя Ланового, забезпечивши йому свою особливу нішу в театрі. До останніх днів свого життя Олександр Граве залишався одним із основних зберігачів справжньої вахтангівської театральної культури.
Перша дружина — Дарія Пєшкова, онука Максима Горького. Із другою дружиною Тетяною Дмитрівною Олександр Костянтинович прожив близько 40 років.
Помер 5 березня 2010 року після тривалої хвороби.
Олександра Граве поховали у вівторок, 9 березня 2010 року, на Алексєєвському цвинтарі в Москві. Прощання відбулося цього ж дня у Театрі імені Є. В. Вахтангова о 12.30 мск.

## Творчість

### Ролі у театрі
- «Я — син трудового народу» В. П. Катаєва — селянин
- «Весільне подорож» В. А. Диховичного
- «Десь у Москві» В. З. Масса та М. А. Червінського
- «Дорога перемоги» В. О. Соловйова — молодий робітник
- «Людина зі рушницею» М. Ф. Погодіна — лакей / полонений солдат Макушкін
- «Мадемуазель Нітуш» Ерве — офіцер
- «Кому підпорядковується час» Брати Тур та Л. Р. Шейніна — Мартинов, розвідник
- «Фронт» О. Є. Корнійчука — Орлик
- «Сірано де Бержерак» Е. Ростана — Крістіан
- «Молода гвардія» за романом А. А. Фадєєва — Іван Олександрович Земнухов
- «Серце не камінь» А. Н. Островського — Ераст
- «Вогненна річка» В. М. Кожевнікова — Мещеряков
- «Фортеця на Волзі» І. Л. Кремльова — Астахов
- «Перед заходом сонця» Г. Гауптмана — Ганефельд, адвокат
- «Олеко Дундич» Ржешевського та М. Каца — перший офіцер
- «Так, ось воно — любов» В. Кетлінської — Сергій Миколайович
- «Фома Гордєєв» М. Горького — Єжов
- «Дві сестри» Ф. Кнорре — Фетісов
- «Гамлет» Шекспіра — Розенкранц
- «Ідіот» Ю. К. Олеши за романом Ф. М. Достоєвського — Тоцький
- «Загибель богів» Софронова — Браун
- «Дами та гусари» О. Фредро — Гжегож / ротмістр
- «Діон» Л. Г. Зоріна — Бен-Захарія
- «Живий труп» Л. М. Толстого — слідчий
- «Принцеса Турандот» К. Гоцці — Тарталья
- «Попелюшка» Є. Л. Шварца — Король
- «Конармія» по І. Е. Бабелю — Берзинь, комісар дивізії
- «Вирінея» Л. М. Сейфуліної — Василь
- «Міщанин у дворянстві» Мольєра — вчитель філософії
- «Людина зі рушницею» М. Ф. Погодіна — полонений солдат Макушкін / Іван Шадрін
- «Антоній та Клеопатра» В. Шекспіра — Єфроній
- «Кіт у чоботях» п'єса Г. Калау за мотивами казки Ш. Перро — Король
- «Маленькі трагедії» О. С. Пушкіна  — Лепорелло
- «Річард III» Шекспіра — Едуард IV
- «Лісовик» А. П. Чехова — Вафля
- «Марія Тюдор» В. Гюго — невідомий
- «…І довше століття триває день» за романом Ч. Т. Айтматова — Казангап
- «Кабінетна історія» Р. Ібрагімбекова — тесть
- «Березневі іди» Т. Вайлдера — лікар
- «Пане ти наш, батюшка» за п'єсою Ф. Н. Горенштейна — В'яземський
- «Варвари» М. Горького — Головастиков
- «Циліндр» Е. Де Філіппо — Агостіно
- "Воскресіння, або Чудо святого Антонія М. Метерлінка — лікар
- «Ніч ігуани» Т. Вільямса — Джонатан Коффін
- «Фредерік, або Бульвар злочинів» Е.-Е. Шмітта — Антуан, помічник режисера
- «Царське полювання» Л. Зоріна — Ферапонт Фоміч, старий слуга
- «Калігула» А. Камю — Сенект
- «Собака на сіні» Л. де Вега — граф Лудовіко
- «Чайка» А. П. Чехова — Сорін
- «Троїл і Крессида» Шекспіра — Нестор

### Ролі у кіно
- 1938 — Нова Москва — студент (у титрах не вказано)
- 1939 — Юність командирів — курсант (у титрах не вказано)
- 1946 — Неспокійне господарство — Тихон Петрович Огурцов, рядовий і кролівник
- 1956 — Вони були першими — чекіст Граве
- 1958 — Сорока-злодійка — спадкоємець (у титрах вказаний як H. Граве)
- 1958 — Тихий Дон — перекладач з англійської, поручик (не вказано в титрах)
- 1958 — Стукайте в будь-які двері — капітан міліції Сушков
- 1960 — Безсонна ніч — Петунін
- 1961 — Вільний вітер — матрос
- 1961 — Бар'єр невідомості — Федор Васильович Соколов
- 1963 — Великі і маленькі — Сергій Олександрович
- 1964 — Самотність — Антонов-Овсієнко
- 1965 — Друзі і роки — Володимир Платов
- 1967 — Зося / Zosia — комбриг, підполковник
- 1967 — Операція «Трест» — епізод
- 1967 — Хроніка пікіруючого бомбардувальника — Іван Олексійович, командир полку[5]
- 1967 — Бабине царство — завмаг
- 1967 — Відплата — полковник Геннадій Миколайович Пікін
- 1968 — Удар! Ще удар! — Кеша Федорін, осліплий фронтовий друг Таманцева
- 1969 — Золото — колгоспник-партизан, батько Матрени
- 1969 — Неймовірний Ієгудіїл Хламіда — Микола Олександрович
- 1969 — Штрихи до портрету В. І. Леніна — Олександр Дмитрович Цюрупа
- 1972 — Земля, до запитання — Сидорін
- 1974 — Моя доля — батько Єрмакова
- 1976 — Розповідь про те, як цар Петро арапа женив — голос за кадром  [Архівовано 12 грудня 2021 у Wayback Machine.]
- 1980 — Червоні погони
- 1980 — Призначення — Іван Никифорович Єгоров
- 1983 — Біля небезпечної межі — Глінський, органіст у костелі, керівник радянської підпільної групи
- 1986 — Кінець операції «Резидент» — Михал Михалич Кутєпов-Воропаєв, агент НТС в СРСР
- 1986 — Чічерін — Воровський (озвучив Ігор Ясулович)
- 1987 — Казка про закоханого маляра — леший
- 1999 — Послухай, чи не йде дощ... — письменник Борис Зайцев
- 2000 — Два товариши — епізод
- 2010 — Смерть у пенсне, або Наш Чехов

### Телевистави
- 1970 — Драма на полюванні (телеспектакль) — Вознесенський, повітовий лікар
- 1970 — Сім'я як сім'я, або Коробові зустрічають Новий рік
- 1979 — Кіт у чоботях — король

### Озвучування мультфільмів
- 1964 — Хто винен? — Баллон / Недокурок
- 1964 — Можно і Не можна — Можно / Не можна
- 1965 — Ваше здоров'я — Батько
- 1965 — Портрет — Заєць-художник
- 1965 — Де я його бачив? — Олівець, голова «Клубу Веселих чоловічків» (у титрах не вказано)
- 1965 — Привіт, атом! — читає текст
- 1966 — Сьогодні день народження — Слон
- 1966 — Походження виду
- 1966 — Зайдіть, будь ласка!
- 1966 — Жил-был Козявин — читає текст
- 1967 — Паровозик з Ромашкова — черговий станцією (у титрах не вказано)
- 1967 — Пісенька мишеня — Заєць
- 1968 — Кіт, який гуляв сам по собі — Кінь
- 1968 — Світлячок № 8 — доктор Айболіт / Саморобкін / слон / жираф
- 1969 — Ми шукаємо ляпку — Петро Іванович, художник
- 1970 — Відважний Робін Гуд — лицар Гай
- 1971 — Лабіринт. Подвиги Тесея — кентавр Хірон
- 1976 — Зайчик-зазнайка — старий заєць
- 1977 — Жихарка
- 1978 — Мій приятель світлофор — Слон / Вовк / Цуценя
- 1979 — Дядечко Ау — читає текст
- 1979 — Помилка Дядечка Ау — читає текст
- 1979 — Дядечко Ау у місті — читає текст
- 1987 — Коротушка — зелені штанці — дідусь

## Цікаві факти
- Під час роботи у фронтовій філії Театру Вахтангова Олександр Граве оформив два спектаклі («Десь у Москві» і «Не в свої сани не сідай») як художник.
- Тексти пісень для вистави «Міщанин у дворянстві» були написані Олександром Граве.

## Визнання та нагороди
- Медаль «За оборону Москви»
- Орден Червоної Зірки (26.2.1945)
- Заслужений артист РРФСР (1957)
- Народний артист РРФСР (1971)
- орден Вітчизняної війни II ступеня (20.4.1995)
- орден Пошани (6 січня 1995 року) — за заслуги перед державою, успіхи, досягнуті в праці, науці, культурі, мистецтві, великий внесок у розвиток дружби та співпраці між народами[6]

## Публікації
- Татьяна Сергеева. Александр Граве // Театр имени Евг. Вахтангова / Ред.-составитель <i id="mweg">Б.&nbsp;М.&nbsp;Поюровский</i>. — М.: Центрполиграф, 2001. — С. 50—60, фото. («Звёзды московской сцены») — ISBN 5-227-01251-2